# وود (نام خانوادگی)
وود یک نام خانوادگی است. افراد شاخص با این نام از این قرارند:
- الایجا وود، بازیگر، تهیه کننده و دی جی آمریکایی.
- ایوان ریچل وود، بازیگر، مدل و خواننده آمریکایی.
- ناتالی وود، بازیگر آمریکایی.
- مارک وود (بازیگر)، بازیگر پورنوگرافی اهل ایالات متحده آمریکا.
- ایمی لو وود، بازیگر بریتانیایی.
- کریس وود، بازیگر آمریکایی.
- ریچل هرد-وود، بازیگر و مدل انگلیسی.